# Anisodes suspicaria
Anisodes suspicaria là một loài bướm đêm trong họ Geometridae.